# Luke Walton
Luke Theodore Walton (ur. 28 marca 1980 w San Diego) – amerykański koszykarz i trener koszykarski występujący na pozycji niskiego skrzydłowego, dwukrotny mistrz NBA z drużyną Los Angeles Lakers (2008/2009 i 2009/2010), po zakończeniu kariery zawodniczej trener koszykarski, obecnie asystent trenera Cleveland Cavaliers.
Jest synem byłego koszykarza, dwukrotnego mistrza NBA – Billa Waltona.
Walton zaczynał swoją karierę na Uniwersytecie Arizony w barwach drużyny Wildcats. Do NBA został wybrany w drafcie 2003 przez Los Angeles Lakers z 32. numerem. Przez pierwsze trzy lata mecze zaczynał zazwyczaj na ławce rezerwowych, grając niewiele minut. Podczas Weekendu Gwiazd 2005, razem z Lisą Leslie i Magiciem Johnsonem, wystąpił w zawodach Shooting Stars. W sezonie 2006/07 został bardziej zauważany przez trenera i wystąpił w 60 meczach, wszystkie w pierwszej piątce. W ciągu tego sezonu znacznie poprawił statystyki, w tym zdobywając średnio 11,4 punktów, podczas gdy w poprzednich rozgrywkach zaledwie 5,0. Jego najlepszym występem w sezonie było spotkanie z Atlanta Hawks, podczas którego Walton zdobył 25 punktów, co jest jego rekordem kariery. Pięciokrotnie w ciągu sezonu uzyskał double-double.
Opuścił 22 mecze w rozgrywkach z powodu kontuzji kostki, której nabawił się w spotkaniu przeciwko Charlotte Bobcats. Po sezonie przedłużył swój kontrakt z Lakers na 6 lat, wart 30 milionów dolarów. W rozgrywkach 2007/08 Walton ponownie grał coraz mniej; z 74 rozegranych meczów, tylko 31 rozpoczął w wyjściowej piątce, spędzając średnio 23,4 minuty na parkiecie. W finałach 2008 przeciwko Boston Celtics Walton średnio grał około 11 minut zdobywając 2,5 punktów. W kolejnym sezonie statystyki gracza jeszcze bardziej się pogorszyły; 5,0 punktu na mecz przy skuteczności 43,6%, podczas gdy sezon wcześniej było to 7,2 punktu.
W czwartym meczu pierwszej serii play-off przeciwko Utah Jazz doznał kontuzji kostki, lecz już po dwóch meczach powrócił do składu Jeziorowców. Razem z nimi zdobył mistrzostwo NBA, pokonując w finale Orlando Magic 4-1. Tym samym Bill i Luke Waltonowie zostali trzecim duetem ojciec-syn, który zdobył tytuły mistrza NBA (poprzednio dokonali tego Matt Guokas Sr. i Matt Guokas Jr. oraz Rick Barry i Brent Barry).
15 marca 2012 Walton, wraz z Jasonem Kapono i przyszłym wyborem w drafcie, został wymieniony do Cleveland Cavaliers w zamian za Ramona Sessionsa i Christiana Eyengę.
W listopadzie 2013 został zatrudniony jako trener do rozwoju zawodników przez klub Los Angeles D-Fenders, farmerski klub Los Angeles Lakers w lidze NBA Development League.
3 lipca 2014 zatrudniony przez Golden State Warriors na stanowisku asystenta trenera.
30 kwietnia 2016 został mianowany na trenera Los Angeles Lakers. Luke Walton będzie 26. w historii trenerem Jeziorowców. W wieku 36 lat Walton będzie najmłodszym trenerem w NBA. Obowiązki przejmie zaraz po zakończeniu play-offów z Warriors. Zastąpił na tym stanowisku Byrona Scotta.
14 kwietnia 2019 został trenerem Sacramento Kings. 21 listopada 2021 opuścił klub. 31 maja 2022 objął stanowisko asystenta trenera Cleveland Cavaliers.

## Osiągnięcia
Na podstawie, o ile nie zaznaczono inaczej.
NCAA
- Wicemistrz NCAA (2001)
- Uczestnik rozgrywek:
  - Elite 8 turnieju NCAA (2001, 2003)
  - Sweet 16 turnieju NCAA (2001–2003)
  - II rundy turnieju NCAA (2000–2003)
- Mistrz:
  - turnieju konferencji Pac-12 (2002)
  - sezonu zasadniczego Pac-12 (2000, 2003)
- Most Outstanding Player (MOP=MVP) turnieju Pac-12 (2002)
- Zaliczony do:
  - I składu:
    - Pac-12 (2002, 2003)
    - turnieju Pac-12 (2002)

  - II składu All-American (2002 przez TSN)

NBA
- 2-krotny mistrz NBA (2009, 2010)[16]
- Wicemistrz NBA (2008)[16]

Trenerskie
(jako asystent trenera)
- Mistrz NBA (2015)[17]
- Wicemistrz NBA (2016)[18]

## Statystyki
Na podstawie.

### Sezon regularny
| Sezon   | Drużyna     | M   | S5  | MPG  | FG%   | 3P%   | FT%   | RPG | APG | SPG | BPG | PPG  |
| ------- | ----------- | --- | --- | ---- | ----- | ----- | ----- | --- | --- | --- | --- | ---- |
| 2003/04 | L.A. Lakers | 72  | 2   | 10,1 | 42,5% | 33,3% | 70,5% | 1,8 | 1,6 | 0,4 | 0,1 | 2,4  |
| 2004/05 | L.A. Lakers | 61  | 5   | 12,6 | 41,1% | 26,2% | 70,8% | 2,3 | 1,5 | 0,4 | 0,2 | 3,2  |
| 2005/06 | L.A. Lakers | 69  | 6   | 19,3 | 41,2% | 32,7% | 75,0% | 3,6 | 2,3 | 0,6 | 0,2 | 5,0  |
| 2006/07 | L.A. Lakers | 60  | 60  | 33,0 | 47,4% | 38,7% | 74,5% | 5,0 | 4,3 | 1,0 | 0,4 | 11,4 |
| 2007/08 | L.A. Lakers | 74  | 31  | 23,4 | 45,0% | 33,3% | 70,6% | 3,9 | 2,9 | 0,8 | 0,2 | 7,2  |
| 2008/09 | L.A. Lakers | 65  | 34  | 17,9 | 43,6% | 29,8% | 71,9% | 2,8 | 2,7 | 0,5 | 0,2 | 5,0  |
| 2009/10 | L.A. Lakers | 29  | 0   | 9,4  | 35,7% | 41,2% | 50,0% | 1,3 | 1,4 | 0,3 | 0,0 | 2,4  |
| 2010/11 | L.A. Lakers | 54  | 0   | 9,0  | 32,8% | 23,5% | 70,0% | 1,2 | 1,1 | 0,2 | 0,1 | 1,7  |
| 2011/12 | L.A. Lakers | 9   | 0   | 7,2  | 42,9% | 0,0%  | –     | 1,6 | 0,6 | 0,2 | 0,0 | 1,3  |
| 2011/12 | Cleveland   | 21  | 0   | 14,2 | 35,3% | 43,8% | –     | 1,7 | 1,4 | 0,1 | 0,0 | 2,0  |
| 2012/13 | Cleveland   | 50  | 0   | 17,1 | 39,2% | 29,9% | 50,0% | 2,9 | 3,3 | 0,8 | 0,3 | 3,4  |
| Razem   |             | 564 | 138 | 17,2 | 42,9% | 32,6% | 71,5% | 2,8 | 2,3 | 0,6 | 0,2 | 4,7  |

### Play-offy
| Sezon | Drużyna     | M  | S5 | MPG  | FG%   | 3P%   | FT%   | RPG | APG | SPG | BPG | PPG  |
| ----- | ----------- | -- | -- | ---- | ----- | ----- | ----- | --- | --- | --- | --- | ---- |
| 2004  | L.A. Lakers | 17 | 0  | 7,9  | 34,5% | 38,5% | 70,0% | 1,3 | 1,5 | 0,4 | 0,1 | 1,9  |
| 2006  | L.A. Lakers | 7  | 7  | 33,6 | 45,8% | 36,4% | 100%  | 6,4 | 1,7 | 1,0 | 0,1 | 12,1 |
| 2007  | L.A. Lakers | 5  | 5  | 25,6 | 38,9% | 41,7% | 75,0% | 4,2 | 2,6 | 1,4 | 0,2 | 7,2  |
| 2008  | L.A. Lakers | 21 | 0  | 16,8 | 45,4% | 42,3% | 72,2% | 2,6 | 2,0 | 0,5 | 0,2 | 6,0  |
| 2009  | L.A. Lakers | 21 | 0  | 15,8 | 42,7% | 31,3% | 61,1% | 2,5 | 2,1 | 0,7 | 0,1 | 3,8  |
| 2010  | L.A. Lakers | 16 | 0  | 6,0  | 30,4% | 22,2% | 50,0% | 0,5 | 0,9 | 0,1 | 0,1 | 1,1  |
| 2011  | L.A. Lakers | 1  | 0  | 4,0  | 0,0%  | 0,0%  | –     | 1,0 | 0,0 | 0,0 | 0,0 | 0,0  |
| Razem |             | 88 | 12 | 14,6 | 42,0% | 36,0% | 70,1% | 2,3 | 1,7 | 0,5 | 0,1 | 4,3  |